# (6913) Yukawa
(6913) Yukawa est un astéroïde de la ceinture principale.

## Description
(6913) Yukawa est un astéroïde de la ceinture principale. Il fut découvert le 31 octobre 1991 à Kitami par Kin Endate et Kazuro Watanabe. Il fut nommé en honneur de Hideki Yukawa, physicien japonais. Il présente une orbite caractérisée par un demi-grand axe de 2,24 UA, une excentricité de 0,14 et une inclinaison de 4,4° par rapport à l'écliptique.

## Compléments